# Missa Cellensis in honorem Beatissimae Virginis Mariae

La Missa Cellensis in honorem Beatissimae Virginis Mariae en ut majeur par Joseph Haydn, Hob. XXII:5, Novello 3, a été initialement composée en 1766, après la promotion de Haydn comme maître de chapelle au Palais Esterházy à la suite de la mort de Gregor Joseph Werner.
Le titre original tel qu'il apparaît sur le seul fragment restant de la partition autographe de Haydn, qui a été découvert dans les années 1970  à Budapest, assigne clairement la messe au pèlerinage de Mariazell en Styrie. Jusqu'à cette découverte, le travail était auparavant connu comme Missa Sanctae Caeciliae, ou en allemand Cäcilienmesse, titre probablement attribué à la messe au cours du XIXe siècle. 
Il a été suggéré que ce dernier titre est dû à l'exécution de l'œuvre par la Congrégation de sainte Cécile, une confrérie de musiciens viennois pour une fête de Sainte Cécile (un 22 novembre) mais cela reste totalement sujet à conjecture.
Le manuscrit original a pu être perdu dans l'incendie d'Eisenstadt en 1768 ; lorsque Haydn a réécrit la pièce de mémoire, il l'a augmentée. Il se peut que la messe comporte initialement seulement le Kyrie et le Gloria, et que les autres parties aient été ajoutées par la suite. Cette messe était connue d'Anton Bruckner.
La messe est écrite pour voix solistes, SATB chœur, deux hautbois, deux bassons, deux trompettes en ut, timbales, cordes et orgue, cet instrument étant chargé de la basse chiffrée pour la plus grande part.
1. Kyrie Adagio (ou Largo), ut majeur
"Kyrie eleison" Allegro con spirito
"Christe eleison" Allegretto, 3/4
"Kyrie eleison" Vivace
2. Gloria Allegro di molto, ut majeur, 3/4
"Laudamus te, benedicimus te" Moderato, en sol majeur,
"Gratias agimus", sol majeur, Alla breve
"Domine Deus, Rex coelestis" Allegro, ut majeur, 3/8
"Qui tollis peccata mundi" Adagio ut mineur,
"Quoniam tu solus sanctus" Allegro di molto, ut majeur,
"Cum Sancto spiritu" Largo
"In gloria Dei Patris" Allegro con spirito
3. Credo Vivace, ut majeur,
"Et incarnatus est" Largo, en ut mineur, 3/4
"Et resurrexit" Allegro, ut majeur, 3/4
4. Sanctus Adagio, ut majeur,
5. Benedictus Andante, ut mineur, Alla breve
"Osanna" Allegro, ut majeur,
6. Agnus Dei Largo, ut majeur, 
"Dona nobis pacem" Presto, ut majeur, 3/4